# José Arnau
José Arnau Serrano (Valencia, España, 6 de junio de 1917 - 16 de enero de 1992) es un exfutbolista español que se desempeñaba como defensa.

## Clubes
| Club                    | País   | Año       |
| ----------------------- | ------ | --------- |
| C.D. Castellón          | España | 1941-1947 |
| Club Atlético de Madrid | España | 1947-1949 |
| C.D. Málaga             | España | 1949-1954 |